# Маркиз де Наваэрмоса
 Маркиз де Наваэрмоса — испанский дворянский титул. Он был создан 2 августа 1683 года королем Испании Карлом II для Хуана де Фелоага и Понсе де Леон (?-1702)
В настоящее время носителем титула является Александр Гонсало де Гогенлоэ-Лангенбург и Шмидт-Полекс (род. 1999), 14-й герцог де Сьюдад-Реаль и 13-й маркиз де Наваэрмоса.

## Маркизы де Наваэрмоса
|                                             | Титул                                                          | Период                                      |
| Креация создана королем Испании Карлосом II | Креация создана королем Испании Карлосом II                    | Креация создана королем Испании Карлосом II |
| ------------------------------------------- | -------------------------------------------------------------- | ------------------------------------------- |
| I                                           | Хуан де Фелоага и Понсе де Леон                                | 1683-1702                                   |
| II                                          | Франсиско де Фелоага и Варгас                                  | 1702-1736                                   |
| III                                         | Хосе де Фелоага и Варгас                                       | 1736 — ?                                    |
| IV                                          | Хуан Феликс де Фелоага и Варгас                                | ? − 1756                                    |
| V                                           | Алехо де Фелоага и Лопес де Сапате                             | 1756 — ?                                    |
| VI                                          | Феликс де Фелоага и Гайтан                                     | ? — ?                                       |
| VII                                         | Мануэль де Салаберт и Торрес                                   | ? — 1834                                    |
| VIII                                        | Нарсисо де Салаберт и Пинедо                                   | 1834-1885                                   |
| IX                                          | Росарио Касильда Ремигия де Салаберт и Артеага                 | 1885-1936                                   |
| X                                           | Луис Хесус Фернандес де Кордова и Салаберт                     | 1952-1956                                   |
| XI                                          | Виктория Евгения Фернандес де Кордова и Фернандес де Энестроса | 1958-1969                                   |
| XII                                         | Анна Луиса де Медина и Фернандес де Кордова                    | 1969-2012                                   |
| XIII                                        | Александр Гонсало де Гогенлоэ-Лангенбург и Шмидт-Полекс        | 2016 — настоящее время                      |

## История маркизов де Наваэрмоса
- Хуан де Фелоага и Понсе де Леон (? — 1702), 1-й маркиз де Наваэрмоса. Сын Франсиско де Фелоага и Оскоиди и Марии альварес де Толедо Понсе де Леон и Луны

1. Супруга — Мария Луиза де Варгас. Ему наследовал их старший сын:

- Франсиско де Фелоага и Варгас (? — 1736), 2-й маркиз де Наваэрмоса. Не женат и бездетен. Ему наследовал его младший брат:

- Хосе де Фелоага и Варгас (? — ?), 3-й маркиз де Наваэрмоса.

1. Супруга — Мария де лас Ниевес де Арбису и Вильямайор. Бездетен, ему наследовал его брат:

- Хуан Феликс де Фелоага и Варгас (1688—1756), 4-й маркиз де Наваэрмоса.

1. Супруга — Роза Лопес де Сапате. Ему наследовал их сын:

- Алехо де Фелоага и Лопес де Сапате (? — ?), 5-й маркиз де Наваэрмоса.

1. Супруга — Матильда Гайтан и де Медина. Ему наследовал их сын:

- Феликс де Фелоага и Гайтан (? — ?), 6-й маркиз де Наваэрмоса. Ему наследовал правнук 4-го маркиза:

- Мануэль де Салаберт и Торрес (1779—1834), 7-й маркиз де Наваэрмоса, 5-й граф де Офалия, 6-й маркиз де ла Торресилья, 7-й маркиз де Вальдеольмос. Сын Феликса де Салаберта Агуэрри O’Брайена и О’Коннора-Фали, 5-го маркиза де ла торресилья (? — 1807), и Розы де Торрес Фелоага Понсе де Леон и Варгас (1756—1793)

1. Супруга — Мария Касильда де Пинедо и Huici (1799—1841). Ему наследовал их сын:

- Нарсисо де Салаберт и Пинедо (1830—1885), 8-й маркиз де Наваэрмоса, 6-й граф де Офалия, 7-й маркиз де ла Торресилья, 8-й маркиз де Вальдеольмос, 7-й маркиз де ла Торре-де-Эстебан-Амбран, 10-й граф де Арамайона.

1. Супруга — Мария Хосефа де Артеага и Сильва (1832—1903), дочь Андреса Авелино де Артеаги и Ласкано Палафокса, 7-го маркиза де Вальмедиано. Ему наследовал их старшая дочь:

- Касильда Ремигия де Салаберт и Артеага (1838—1936), 9-я маркиза де Наваэрмоса, 7-я графиня де Офалия, 11-я герцогиня де Сьюдад-Реаль, 9-я маркиза де ла Торресилья, 11-я графиня де Арамайона, 8-я виконтесса де Линарес.

1. Супруг — Луис Мария Фернандес де Кордоа и Перес де Баррадас (1851—1879), 16-й герцог де Мединасели, 15-й герцог де Ферия, 14-й герцог де Алькала-де-лос-Гасулес, 16-й герцог де Сегорбе, 17-й герцог де Кардона, 12-й герцог де Каминья, 6-й eгерцог де Сантистебан-дель-Пуэрто.
2. Супруг — Мариано Фернандес де Энестроса и Ортис де Мионьо (1858—1919), 1-й герцог де Санто-Мауро, 4-й граф де Эстрадас. Ей наследовал её сын от первого брака:

- Луис Хесус Фернандес де Кордова и Салаберт (1880—1956), 10-й маркиз де Наваэрмоса, 8-й граф де Офалия, 12-й герцог де Сьюдад-Реаль, 17-й герцог де Мединасели, 16-й герцог де Ферия, 15-й герцог де Алькала-де-лос-Гасулес, 17-й герцог де Сегорбе, 18-й герцог де Кардона, 13-й герцог де Каминья, 15-й герцог де Лерма, 7-й герцог де Сантистебан-дель-Пуэрто, 3-й герцог де Дения, 3-й герцог де Тарифа, 10-й маркиз де ла Торресилья и т. д.

1. Супруга — Анна Мария Фернандес де Энестроса и Гайосо де лос Кобос (1879—1938).
2. Супруга — Мария де ла Консепсьон Рей и Пабло-Бланко (? — 1971). Ему наследовал его старшая дочь от первого брака:

- Виктория Евгения Фернандес де Кордова и Фернандес де Энестроса (1917—2013), 11-я маркиза де Наваэрмоса, 14-я герцогиня де Каминья, 18-я герцогиня де Мединасели, 17-я герцогиня де Ферия, 18-я герцогиня де Сегорбе, 16-я герцогиня де Алькала-де-лос-Гасулес, 8-я герцогиня де Сантистебан-дель-Пуэрто, 4-я герцогиня де Дения, 4-я герцогиня де Тарифа, 13-я герцогиня де Сьюдад-Реаль и т. д.

1. Супруг — Рафаэль де Медина и Вильялонга (1905—1992), сын Луиса де Медины и Гарвея из дома маркизов де Эскивель и Амелии де Вильялонга и Ибарра из дома графов де Вильялонга. Ей наследовала в 1969 году её единственная дочь:

- Ана Луиса де Медина и Фернандес де Кордова (2 мая 1940 — 7 марта 2012), 12-я маркиза де Наваэрмоса, 9-я графиня де Офалия[1]. В 2016 году титул унаследовал её внук:

1. Супруг — принц Максимилиано фон Гогенлоэ-Лангенбург (1931—1994), развод в 1985 году
2. Супруг — Хайме де Урсаис и Фернандес дель Кастильо (1929—2003).

- Александр Гонсало де Гогенлоэ-Лангенбург и Шмидт-Полекс (род. 1999), 13-й маркиз де Наваэрмоса, 14-й герцог де Сьюдад-Реаль, сын принца Марко Гогенлоэ-Лангенбурга (1962—2016), и Сандры Шмидт-Полекс (род. 1968), внук принца Макса фон Гогенлоэ-Лангенбурга (1931—1994), и Анны Луизы де Медина и Фернандес де Кордовы, 13-й маркизы де Наваэрмоса и 9-й графини де Офалия (1940—2012), единственной дочери Виктории Евгении Фернандес де Кордовы, 18-й герцогини де Мединасели (1917—2013).